# Самонесущий изолированный провод

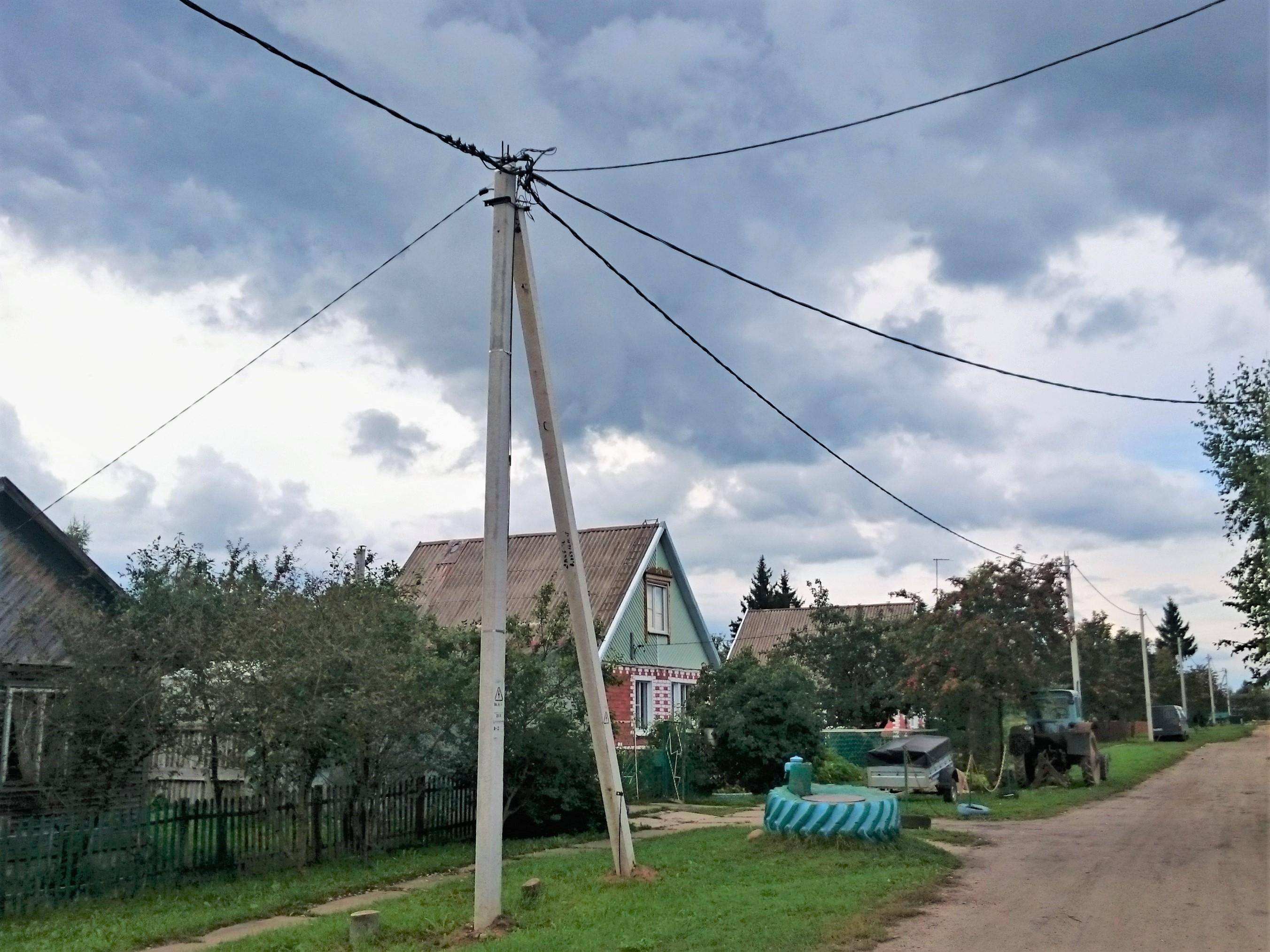
Самонесущий изолированный провод на железобетонной анкерной опоре, ЛЭП 0,4 кВ (Ярославская область, Россия)

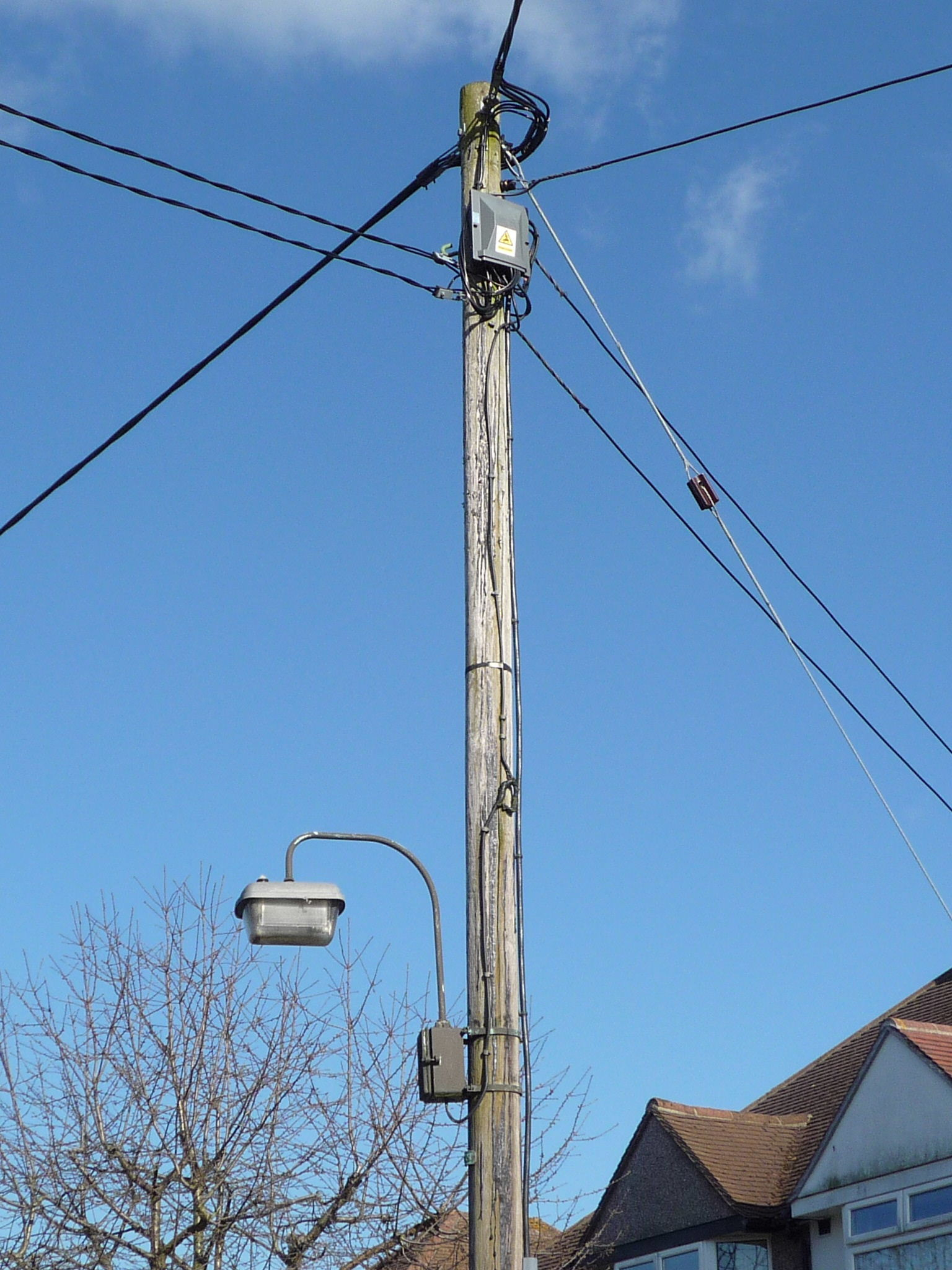
Самонесущий изолированный провод на деревянной опоре (Кройдон, Лондон, Великобритания)

СИП (cамонесущий изолированный провод) — тип провода, предназначенного для передачи и распределения электрической энергии в воздушных силовых и осветительных сетях напряжением от 0,4/1 кВ или до 35 кВ.

## Схема применения и конструкция провода
В основном применяется радиальная схема распределения от понижающих трансформаторных подстанций 10(6)/0,4 кВ, которая построена с использованием самонесущих изолированных проводов, подвешенных на деревянных опорах. Эта система была разработана финскими сетевыми компаниями совместно с производителями оборудования в 60-х годах, как альтернатива традиционным неизолированным проводам и кабельным линиям, подвешенным на тросах.
В финских сетях в основном применяется система СИП, состоящая из трёх изолированных фазных проводов, навитых вокруг неизолированного нейтрального несущего провода. Изоляция проводников выполнена из полиэтилена низкой плотности LDPE (англ. low density polyethylene) или сшитого полиэтилена XLPE (англ. cross-linked polyethylene). Для подвески таких проводов требуются крюки, поддерживающие зажимы, анкерные зажимы и прокалывающие зажимы.
Сети 0,4 кВ выполняются трёхфазными, четырёхпроводными. Линия состоит из 1-5 изолированных проводов, навитых вокруг несущего проводника из алюминиевого сплава. Несущий проводник используется в качестве нейтрального провода. Несущий проводник может быть как голым, так и изолированным. Нейтральный провод заземлён на ТП и в конце каждой ветви или линии длиной более 200 м, или на расстоянии не более 200 м от конца линии или ветви, где подключена нагрузка.
Самонесущие изолированные провода в отличие от проводов неизолированных имеют изолирующее полиэтиленовое покрытие на фазных проводах и, в зависимости от модификации, имеют или не имеют подобное покрытие на несущем нейтральном проводе. Кроме того, есть разновидность СИП без несущего провода, у которого все четыре провода изолированы. Все три системы СИП на сегодняшний день являются равноправными, поскольку они одинаково широко получили распространение в десятках стран.
Преимущества СИП состоят в том, что при его использовании:
- отсутствует характерный для неизолированных линий риск схлестывания проводов;
- уменьшается ширина просеки; в городе требуется меньшая полоса отчуждения земли;
- применение СИП снижает эксплуатационные расходы до 80% [источник не указан 1878 дней];
- затрудняются сторонние подключения (для кражи электроэнергии).

## Марки
По ГОСТ 31946-2012 — «ПРОВОДА САМОНЕСУЩИЕ ИЗОЛИРОВАННЫЕ И ЗАЩИЩЕННЫЕ ДЛЯ ВОЗДУШНЫХ ЛИНИЙ ЭЛЕКТРОПЕРЕДАЧИ»:
- Изоляция — из термопластичного светостабилизированного полиэтилена;
- Несущая жила — из алюминиевого сплава;
- СИП-1 — с неизолированной нулевой несущей жилой;
- СИП-2 — с изолированной нулевой несущей жилой;
- СИП-3 — с защитной изоляцией (6-35 кВ) запрещается производить работы на действующей ЛЭП.
- СИП-4 — без нулевой несущей жилы (только 16 и 25 мм2);
- СИПг — герметизированные СИП;
- СИПн — не распространяющие горение СИП.

## Технические характеристики
- Номинальное напряжение СИП-1, СИП-2, СИП-4: 0,22/0,38 кВ; СИП-3 до 20 кВ (при слое изоляции 2,3 мм) или до 35 кВ (при слое изоляции 3,5 мм)

СИП-4 — провод самонесущий с алюминиевыми фазными токопроводящими жилами (без несущей жилы), с изоляцией из термопластичного светостабилизированного нульсшитого полиэтилена. Рабочее напряжение: переменное до 0,22/0,38 кВ с частотой 50 Гц.
- Температура эксплуатации: −60 ÷ +50°C;
- Монтаж при температуре: не ниже −20°C
- Радиус изгиба при монтаже и установленного на опорах провода не менее 10D, где D — наружный диаметр провода.
- Допустимый нагрев токопроводящих жил при эксплуатации не должен превышать +90°C в нормальном режиме эксплуатации и +250°C — при коротком замыкании.
- Допустимые токовые нагрузки проводов, рассчитанные при температуре окружающей среды +25°C, скорости ветра 0,6 м/с и интенсивности солнечной радиации 1000 Вт/м2, а также допустимые токи односекундного короткого замыкания:
- Срок службы для кабеля: не менее 45 лет.
- Гарантийный срок эксплуатации: 5 лет.

### Расчетный наружный диаметр, масса проводов марки СИП-4
| Число жил × сечение, мм² | Наружный диаметр кабеля (геометрические размеры), мм | Расчетная масса кабеля, кг/км |
| без жилы освещения       |                                                      |                               |
| 2×16                     | 15                                                   | 131                           |
| 2×25                     | 18                                                   | 195                           |
| 2×35                     | 20                                                   | 256                           |
| 2×50                     | 23                                                   | 355                           |
| 2×70                     | 27                                                   | 491                           |
| 2×95                     | 31                                                   | 649                           |
| 2×120                    | 34                                                   | 813                           |
| 3×16                     | 16                                                   | 197                           |
| 3×25                     | 19                                                   | 292                           |
| 3×35                     | 22                                                   | 383                           |
| 3×50                     | 25                                                   | 533                           |
| 3×70                     | 29                                                   | 737                           |
| 3×95                     | 34                                                   | 973                           |
| 3×120                    | 36                                                   | 1219                          |
| 4×16                     | 18                                                   | 262                           |
| 4×16                     | 18                                                   | 262                           |
| 4×25                     | 23                                                   | 389                           |
| 4×25                     | 23                                                   | 389                           |
| 4×35                     | 24                                                   | 511                           |
| 4×35                     | 24                                                   | 511                           |
| 4×50                     | 29                                                   | 711                           |
| 4×50                     | 29                                                   | 711                           |
| 4×70                     | 32                                                   | 983                           |
| 4×95                     | 38                                                   | 1298                          |
| 4×95                     | 39                                                   | 1309                          |
| 4×120                    | 41                                                   | 1626                          |
| 4×150                    | 45                                                   | 1978                          |
| 5×16                     | 21.6                                                 | 328                           |
| с жилами освещения       |                                                      |                               |
| 2×25+1×16                | 19                                                   | 260                           |
| 2×25+2×16                | 20.6                                                 | 326                           |
| 2×35+1×16                | 19.2                                                 | 321                           |
| 2×35+1×25                | 20                                                   | 353                           |
| 2×35+1×25                | 20                                                   | 353                           |
| 2×35+2×16                | 21.4                                                 | 387                           |
| 2×35+2×25                | 25                                                   | 450                           |
| 2×50+1×16                | 23                                                   | 421                           |
| 2×50+1×25                | 28                                                   | 453                           |
| 2×50+2×16                | 22.6                                                 | 487                           |
| 2×50+2×25                | 26                                                   | 550                           |
| 2×70+1×16                | 27                                                   | 557                           |
| 2×70+1×25                | 26.2                                                 | 589                           |
| 2×70+2×16                | 26.2                                                 | 623                           |
| 2×70+2×25                | 26.2                                                 | 686                           |
| 2×95+1×16                | 31                                                   | 714                           |
| 2×95+1×25                | 31                                                   | 746                           |
| 2×95+2×16                | 31                                                   | 780                           |
| 2×95+2×25                | 31                                                   | 843                           |
| 2×120+1×16               | 34                                                   | 878                           |
| 2×120+1×25               | 33.5                                                 | 910                           |
| 2×120+2×16               | 34                                                   | 944                           |
| 2×120+2×25               | 33.4                                                 | 1007                          |
| 3×25+1×16                | 22.3                                                 | 358                           |
| 3×25+2×16                | 26.4                                                 | 423                           |
| 3×35+1×16                | 22.4                                                 | 449                           |
| 3×35+1×25                | 26                                                   | 481                           |
| 3×35+2×16                | 26.4                                                 | 515                           |
| 3×35+2×25                | 28                                                   | 578                           |
| 3×50+1×16                | 26.4                                                 | 599                           |
| 3×50+1×25                | 29                                                   | 631                           |
| 3×50+2×16                | 30.2                                                 | 664                           |
| 3×50+2×25                | 31.4                                                 | 728                           |
| 3×70+1×16                | 30                                                   | 803                           |
| 3×70+1×25                | 31.1                                                 | 835                           |
| 3×70+2×16                | 33.4                                                 | 868                           |
| 3×70+2×25                | 35                                                   | 932                           |
| 3×95+1×16                | 35                                                   | 1039                          |
| 3×95+1×25                | 35                                                   | 1071                          |
| 3×95+2×16                | 39                                                   | 1104                          |
| 3×95+2×25                | 40                                                   | 1168                          |
| 3×120+1×16               | 36                                                   | 1285                          |
| 3×120+1×25               | 36.8                                                 | 1317                          |
| 3×120+2×16               | 41                                                   | 1350                          |
| 3×120+2×25               | 43                                                   | 1414                          |
| 4×25+1×16                | 24.8                                                 | 455                           |
| 4×25+2×16                | 27                                                   | 520                           |
| 4×35+1×16                | 26.4                                                 | 577                           |
| 4×35+1×25                | 28                                                   | 609                           |
| 4×35+2×16                | 29                                                   | 642                           |
| 4×35+2×25                | 29                                                   | 706                           |
| 4×50+1×16                | 29.8                                                 | 777                           |
| 4×50+1×25                | 31.4                                                 | 808                           |
| 4×50+1×25                | 31.4                                                 | 808                           |
| 4×50+2×16                | 31                                                   | 842                           |
| 4×50+2×25                | 31                                                   | 906                           |
| 4×70+1×16                | 34                                                   | 1049                          |
| 4×70+1×25                | 35                                                   | 1080                          |
| 4×70+1×25                | 35                                                   | 1080                          |
| 4×70+2×16                | 36                                                   | 1114                          |
| 4×70+2×25                | 36                                                   | 1178                          |
| 4×95+1×16                | 39                                                   | 1363                          |
| 4×95+1×25                | 40                                                   | 1395                          |
| 4×95+2×16                | 46                                                   | 1429                          |
| 4×95+2×25                | 42                                                   | 1492                          |
| 4×120+1×16               | 41                                                   | 1691                          |
| 4×120+1×25               | 42.2                                                 | 1723                          |
| 4×120+2×16               | 50.1                                                 | 1757                          |
| 4×120+2×25               | 44                                                   | 1820                          |

### Допустимые токовые нагрузки проводов марки СИП-4
| Номинальное сечение токопроводящих жил, мм² | Допустимый ток нагрузки, А, не более | Допустимый ток односекундного короткого замыкания, кА, не более |
| 16                                          | 76                                   | 0,87                                                            |
| 35                                          | 160                                  | 3,20                                                            |
| 50                                          | 195                                  | 4,60                                                            |
| 70                                          | 240                                  | 6,50                                                            |
| 95                                          | 300                                  | 8,80                                                            |
| 120                                         | 340                                  | 10,90                                                           |

### Поправочные коэффициенты при расчетных температурах окружающей среды, отличающихся от +25°C
| Температура токопроводящей жилы, °C | Поправочные коэффициенты при температуре окружающей среды, °C | Поправочные коэффициенты при температуре окружающей среды, °C | Поправочные коэффициенты при температуре окружающей среды, °C | Поправочные коэффициенты при температуре окружающей среды, °C | Поправочные коэффициенты при температуре окружающей среды, °C | Поправочные коэффициенты при температуре окружающей среды, °C | Поправочные коэффициенты при температуре окружающей среды, °C | Поправочные коэффициенты при температуре окружающей среды, °C | Поправочные коэффициенты при температуре окружающей среды, °C | Поправочные коэффициенты при температуре окружающей среды, °C | Поправочные коэффициенты при температуре окружающей среды, °C | Поправочные коэффициенты при температуре окружающей среды, °C |
| Температура токопроводящей жилы, °C | -5 и ниже                                                     | 0                                                             | 5                                                             | 10                                                            | 15                                                            | 20                                                            | 25                                                            | 30                                                            | 35                                                            | 40                                                            | 45                                                            | 50                                                            |
| +90                                 | 1.21                                                          | 1,18                                                          | 1,14                                                          | 1,11                                                          | 1,07                                                          | 1,04                                                          | 1.00                                                          | 0,96                                                          | 0,92                                                          | 0,88                                                          | 0,83                                                          | 0.78                                                          |

### Активное сопротивление токопроводящих жил при 90°C на частоте 50 Гц, для проводов марки СИП-4
| Номинальное сечение токопроводящих жил, мм² | Активное сопротивление токопроводящих жил на длине 1 км, Ом, не более |
| 16                                          | 3,768                                                                 |
| 35                                          | 1,111                                                                 |
| 50                                          | 0,822                                                                 |
| 70                                          | 0,568                                                                 |
| 95                                          | 0,411                                                                 |
| 120                                         | 0,325                                                                 |

### Расчетные значения индуктивного сопротивления провода марки СИП-4
| Число и номинальное сечение токопроводящих жил, мм² | Расчетное значение индуктивного сопротивления провода на длине 1 км, Ом |
| 2×16                                                | 0,087                                                                   |
| 2×35                                                | 0,079                                                                   |
| 2×50                                                | 0,077                                                                   |
| 2×70                                                | 0,076                                                                   |
| 2×95                                                | 0,074                                                                   |
| 2×120                                               | 0,074                                                                   |
| 4×10                                                | 0,092                                                                   |
| 4×35                                                | 0,087                                                                   |
| 4×50                                                | 0,085                                                                   |
| 4×70                                                | 0,085                                                                   |
| 4×95                                                | 0,082                                                                   |
| 4×120                                               | 0,082                                                                   |

## Схема испытаний
- 3U0 с частотой 0,1 Гц в течение 1 часа;
- 2U0 c промышленной частотой 50 Гц в течение 1 часа;
- U0 с промышленной частотой 50 Гц в течение 24 часов;

где, U0 — это фазное напряжение (напряжение между фазой и заземленной нейтралью).